# Thomas Dupuy
Pour les articles homonymes, voir Dupuy.
Thomas Dupuy, né le 18 mai 1982 à Toulouse et mort pour la France le 29 octobre 2014 à Gao (Mali), était un sergent-chef de l'armée de l'air française et un boxeur thaï de haut niveau. Il est le fils de Marie-Christine Jaillet et de Raymond Dupuy, deux universitaires toulousains et compagnon de Laurie Gerardo.

## Pratique sportive
Thomas Dupuy pratique la boxe thaï à un haut niveau,. Il devient champion de France en 2002 (classe B), champion d'Europe en  2003, vice-champion de France classe A en  2004 et Champion du Monde la même année à Bangkok.

## Carrière militaire et mort en opération
Thomas Dupuy aura servi la France durant 9 ans et 5 mois. En 2005, il s'engage dans l'Armée française, à l'école des sous-officiers de Rochefort. Il est successivement nommé caporal le 1er novembre 2005, caporal-chef le 1er janvier 2006 puis sergent le 1er mars 2006. Il reçoit ensuite une formation de fusilier-commando de l'air à Dijon et rejoint plus tard le CPA 30 de Bordeaux-Mérignac. De février à mai 2007, il sert au Togo. En août 2009, il entre dans les commando parachutiste de l'air no 10 de la base aérienne 123 d'Orléans, unité d’élite spécialisée dans les sauts à très haute altitude, elle est la seule de l’armée de l’air. Son unité était chargée des guidages laser avant un bombardement sur un objectif, de la sécurisation des terrains d’atterrissage, de la libération d’otages. Il se distingue comme tireur d’élite et spécialiste du saut à ouverture à très haute altitude. Il sert à Djibouti en 2010 et dans les forces spéciales, son comportement exemplaire et ses qualités remarquables lui ont permis de se voir attribuer la Croix de la Valeur militaire avec étoile de bronze. En 2011 engagé en Afghanistan, il est blessé à Kâpîssâ, pris à partie par des insurgés, au cours d’une infiltration derrière les lignes adverses, puis blessé lors d’un accrochage, il obtient la Croix de la Valeur militaire avec étoile d’argent et l’attribution de la médaille des blessés. En août 2014, il est sergent-chef de l'armée française engagé au Mali dans l'opération Barkhane.
Le 29 octobre 2014, à 2 h 50, il est le dixième soldat tué,,, lors d'une opération contre AQMI dans le massif de l'Adrar Tigharghar et la Vallée d'Amettetai. Les hommages se succèdent,,,,,,. Il reçoit les honneurs militaires, la Légion d'honneur, il est élevé au grade d’Adjudant à titre posthume,. Une minute de silence est observée en sa mémoire à l'Assemblée nationale, le 5 novembre 2014.